# Walki o Wejherowo
Bitwa o Wejherowo – Janowo – bitwa stoczona w dniach 12–17 marca 1945 roku o miejscowości Wejherowo, Redę i Janowo, podczas II wojny światowej, jedna z bitew operacji pomorskiej. Wejherowo stanowiło punkt oporu w rejonie umocnień obronnych Gdyni.
W wyniku działań 1 i 2 Frontu Białoruskiego niemieckie zgrupowanie obronne na Pomorzu zostało podzielone na dwie części. Na zachodzie Pomorza była 11 Armia, nad Odrą 3 Armia Pancerna, na wschodzie w kleszczach 2 Armia (ok. 10 dywizji). Niemcy z pozostałości Grupy Armii "Weichsel" (Wisła) planowali stworzyć nowe czoło obrony na linii: Żarnowiec – Wejherowo – Kartuzy – Tczew. 6 marca 2 Front Białoruski siłami 1 Armii Pancernej, 2 Armii Pancernej, 19 Armii, 70 Armii, 49 Armii, 65 Armii i polskiej 1 BPanc rozpoczął natarcie na okrążoną 2 Armię. Do 10 marca 3 GKPanc podszedł pod Wejherowo, a 19 Armia podeszła na linię Łeba – Lębork.
Po rozbiciu w marcu 1945 r. przez 1 AWP wojsk niemieckich broniących Wału Pomorskiego 1 Warszawska Brygada Pancerna im. Bohaterów Westerplatte (dowódca płk A. Malutin) weszła w skład Grupy Pościgowej. Brygada zakończyła działania w grupie 6 marca mając sprawnych 10 czołgów. Zarządzeniem bojowym nr 401 dowódcy 1 FB z 7 marca brygada została podporządkowana 8 Gwardyjskiemu Korpusowi Zmechanizowanemu 2 Gwardyjskiej Armii Pancernej (2 GAPanc) 1 FB. Przed włączeniem do 2 FB brygadę wzmocniono batalionem piechoty z 2 DP. Między 8 – 10 marca brygadę przegrupowano za 2 GAPanc w rejon Zalewa, gdzie otrzymała jako uzupełnienie 15 czołgów z 2 zapasowego pułku czołgów posiadającego załogi sowieckie. Czołgi weszły w skład 2 batalionu, a po reorganizacji załóg włączono do nich doświadczonych Polaków. 11 marca po przegrupowaniu w rejon Bolszewa została wzmocniona 10 czołgami z 64 GBPanc 8 GKPanc, które podporządkowano 3 batalionowi. Rozpoczęto przygotowania do natarcia na Wejherowo. Przed natarciem brygada miała 30 sprawnych czołgów, które zostały rozdzielone między 2 i 3 batalion (po 15 sztuk). 1 batalion pozostawał w Zalewie remontując swoje czołgi.
Plan zdobycia Wejherowa zakładał natarcie na 12 marca godz. 7.00. Ze względu na mgłę przygotowanie artyleryjskie rozpoczęto 60 minut później. 3 batalion wspierał 329 pp 101 DP i miał za zadanie wiązać Niemców walką wzdłuż szosy. 2 batalion na lewym skrzydle wspierał 321 pp i miał za zadanie wykonać obejście Wejherowa od północnego zachodu, przeciąć tor kolejowy oraz obejść miasto. Lewym sąsiadem były 40 i 44 GBPanc ze składu 11 GKPanc, a prawym 101 Dywizja Strzelecka z 40 KA. Po przygotowaniu artyleryjskim czołgi 3 batalionu dotarły do miasta, gdzie zostały zatrzymane ogniem i musiały poczekać na piechotę. 2 batalion dotarł do rampy kolejowej, zdobył cementownię i ruszył ku miastu pokonując rowy przeciwpancerne. Uderzenie to odciążyło resztę sił brygady. Niemcy zaczęli się wycofywać  w stronę Redy. Dowódca brygady płk Malutin wzmocnił uderzenie, wprowadzając do walki batalion zmotoryzowany. Około południa miasto zostało zdobyte. W czasie walk o Wejherowo przez linię frontu udało się przebić na wschód zgrupowaniu niemieckiemu, które nie zdążyło wycofać się na czas w kierunku Gdyni (2500 żołnierzy, 35 czołgów, 12 dział pancernych). Pod Wejherowem, a następnie w Gdyni walczył francuski oddział ochotników SS w sile 250 – 400 żołnierzy z Oddziału "Charlemagne" z 33 Dywizji, 18 Korpusu Górskiego, 2 Armii.
Po opanowaniu Wejherowa czołgi 1 BPanc brały udział w walkach w kierunku na Redę. Czołgi 2 i 3 batalionu 1 BPanc rozbiły pod Redą kolumnę samochodów i wraz z oddziałami sowieckimi wyparły z Redy Niemców, nie pozwalając im na zajęcie stanowisk obronnych. W godzinach południowych Reda była wolna. Mimo zajęcia Redy dowódca 3 batalionu nie oczyszczał miasta, ale dalej prowadził pościg za nieprzyjacielem. Na innym odcinku, 13 marca Rosjanie przełamali obronę niemiecką między Żarnowcem i Wejherowem i wyszli na brzeg Zatoki Gdańskiej.
Oddziały sowieckie, które wspierały bataliony 1 BPanc, po opanowaniu Redy skierowały się na południe na Białą Rzekę. Po dotarciu do Białej Rzeki polski batalion czołgów, fizylierzy i resztki 329 pp (sowieckiego) zostały zatrzymane ogniem niemieckim i zajęły pozycje obronne. Czołgi zostały rozlokowane wśród zabudowań. 13 marca rano po podejściu czołgów 8 GKZmech 3 batalion czołgów brygady wzmocniony 2 kompanią fizylierów, kompanią rusznic ppanc i piechoty 329 pp ruszył do natarcia. Natarcie zostało zatrzymane. Ponowne natarcie po trzech godzinach również zostało zatrzymane, a kolejne prowadzone przez 6 czołgów również zakończyło się niepowodzeniem. Dowódca 1 BPanc postanowił przeprowadzić nocny atak, bez przygotowania artyleryjskiego. Do ataku ruszyły wszystkie czołgi 3 batalionu i kompania fizylierów. Atak został przez Niemców odparty i ich oddziały przeprowadziły kontratak. 8 wozów pozostało na polu walki (trafione lub ugrzęzły), z czego 7 ściągnięto. 2 batalion wieczorem przeprowadził rozpoznanie, tracąc jeden czołg, który został uszkodzony. W czasie zdobywania Wejherowa, Redy i Białej Rzeki 1 BPanc straciła czołg, który w Redzie został uszkodzony.
Także 13 marca, oddziały sowieckie z 19 BPanc i 101 Dywizji Strzeleckiej podeszły do Janowa. Próby opanowania Janowa z marszu nie powiodły się. Niemiecka obrona w Dolinie Janowskiej opierała się na umocnieniach z 1939 r. i nowych, które zostały zbudowane w 1945 r. (zapory inżynieryjne, w tym  rów ppanc. od Rumi w kierunku południowym). Obronę organizowała niemiecka 7 DPanc i 4 SS-Polizei-Pancegrenadier-Division. Obronę wspierał ogniem swojej artylerii okręt znajdujący się w porcie w Gdyni. Na Górze Markowca Niemcy umieścili działa przeciwlotnicze ustawione do strzelania na wprost. 14 marca Niemcy atakowali z Zagórza i Janowa. Atak został przez Polaków odparty. 14/15 marca dowódca Korpusu postanowił przeprowadzić atak nocny. Ok 21.30 po wykonaniu przejść w zaporach ruszyły czołgi 2 i 3 batalionu (14 + 9 czołgów) 1 BPanc, piechota 329 pp i 19 GBZmech na prawym skrzydle. Podczas natarcia piechota 329 pp została zmuszona do zajęcia pozycji obronnych. Dowódca 1 BPanc rzucił do ataku ostatnie rezerwy z batalionu piechoty zmotoryzowanego oraz czołgi, swój i szefa sztabu. Niemcy wyprowadzili kontratak, który został odparty, ale obrona niemiecka nie została przerwana. Rano 15 marca 4 czołgi 3 batalionu i piechota 329 pp powtórnie ruszyły do ataku. Niemiecki ogień artyleryjski i maszynowy odciął piechotę od czołgów. Czołgi przerwały obronę niemiecką na 100 metrów. Jednak po stracie jednego, czołgi wycofały się. Czołg dowódcy batalionu został trafiony pociskiem okrętowym (trzy czołgi naprawiono w Redzie, trzy w bazie armijnej). 16 marca przeznaczono na naprawę uzbrojenia i odpoczynek. Do linii wróciło 5 maszyn 3 batalionu. 17 marca 1 BPanc dostała rozkaz przegrupowania pod Łężyce w rejon Rogulewo, gdzie pozostawała w obronie do 21 marca jako odwód.
18 marca 1 BPanc została podporządkowana 11 GKPanc. 21 marca została przerzucona do Wiczlina, z zadaniem wsparcia 44 BPanc w natarciu na Wielki Kack (nie została jednak użyta). 23 marca 1 BPanc wzięła udział w walkach o Mały Kack, które były początkiem walk 1 BPanc o Gdynię.
Walki żołnierzy polskich o Wejherowo  zostały upamiętnione na Grobie Nieznanego Żołnierza w Warszawie, napisem na jednej z tablic po 1945 r.  "WEJHEROWO - JANOWO  12 - 17 III 1945".